# TKW
TKW — прототип на базі польської танкетки TK-3 з бойовою вежею.

## Історія

### Розробка
Уже під час полігонних випробувань танкетки ТК-3 розробники зрозуміли, що танкетку необхідно доопрацювати. Тож 13 серпня 1931 року розпочалася робота. Це призвело до розробки кількох експериментальних машин на базі TK-3: танкетки TKF, TKD і TKS.
Паралельно та незалежно від цієї роботи Управління конструювання танкової зброї Військово-інженерного науково-дослідного інституту (пол. Biuro Konstrukcyjne Broni Pancernej Wojskowego Instytutu Badań Inżynierii, скорочено: BK Br.Panc. WIBI) на основі TK-3 розробило конструкцію танкетки з бойовою вежею. Ця конструкція отримала позначення TKW (пол. TK z Wieżą, нім. TK mit Geschützturm) і була призначена для усунення одного з його найбільших недоліків ТК-3 - дуже обмеженого поля вогню. Це рішення було рекомендовано Комісією для випробувань рейкового наведення танкеток ТК-3. Вони дійшли висновку, що танкетка без вежі не відповідає вимогам, які пред'являються до бронерейкових машин на дрезині. Подібна конструкція потім була розроблена у Великій Британії (Light Tank Mk. II).
У бюджеті на 1932-33 роки передбачалося побудувати шість танкеток TKW. Перший прототип був побудований на заводі Ursus в кінці 1932 року. Для будівництва використовувалася перша серійна танкетка ТК-3 з м'якої сталі та номер шасі 1164. Цей прототип був оснащений кулеметом Ckm wz. 25 з повітряним охолодженням у вежі. У жовтні 1933 року машина була оснащена новим кулеметом - Ckm wz. 30.

### Випробування
17 жовтня 1933 року були проведені перші випробування, які виявили серйозні конструктивні недоліки вежі. Кріплення рушниці було нестійким, видимість і вентиляція були вкрай поганими. Триваліша стрілянина була майже неможливою, інакше стрілець ризикував задихнутися. Ці недоліки були усунені реконструкцією вежі, яка розпочалася в січні 1934 року. Крім іншого, нова вежа мала спеціальний вентиляційний отвір, який прикривався броньованим ковпаком. Це означало, що більш тривалі черги теоретично можливі без ризику. Було також нове кріплення за проєектом інженера Я. Напьорковського.

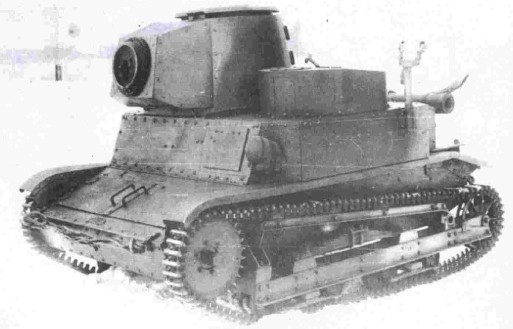
Перебудований прототип

Подальші випробування влітку 1934 року були проведені в Експериментальній танковій моторній групі в Модлині. Під час цих випробувань були виявлені й інші недоліки. Танкетка мала несприятливий центр ваги, а правий бік був сильно завантажений. Це також негативно вплинуло на динаміку автомобіля TKW. Хоча очікувалося, що тягові властивості покращаться при такому положенні вежі, навантаження було занадто високим. Оскільки двигун уже був встановлений посередині транспортного засобу, вежу не можна було розмістити посередині, оскільки для цього потрібно було б підняти конструкцію. Вежа могла повертатися лише на 306° через броньовану надбудову водія, яка заважала. Крім того, було зазначено, що можливості спілкування між членами екіпажу були дуже обмежені. Це було пов'язано з тим, що механік-водій і командир-навідник знаходилися у двох різних відділеннях, до того ж їх розділяв двигун. Транспортний засіб не мав внутрішніх засобів зв’язку. Після завершення випробувань автомобіль повернули компанії Ursus.

### Подальша доля
У лютому 1935 року дослідження танкетки TKW було нарешті завершено, а інші п'ять запланованих прототипів більше не будували. До цього часу вже було розпочато проєктування нового легкого баштового розвідувального танка 4ТР. Після завершення проєкту TKW документи були архівовані. Цей самий автомобіль тривалий час стояв у Дослідницькому відділі бронетехнічного озброєння (пол. Biura Badań Technicznych Broni Pancernych, скорочено: BBT Br.Panc.) і використовувався там для різноманітних випробувань. У лютому 1935 року на TKW була випробувана нова гусениця IFK 15, розроблена майором Стефаном Кардашевичем. Однак нові ланцюги не пройшли випробування, оскільки були недостатньо стійкими. За даними видань, згодом прототип TKW був розібраний.

### Виробництво
Лише один прототип танкетки TKW був виготовлений наприкінці 1932 року, і після поганих результатів випробувань він був оснащений вдосконаленою вежею. Серійного виробництва не було.